# Obie Trice
Obie Trice (* 14. listopadu 1977, Detroit, USA) je americký rapper a skladatel písní. Začal rapovat, když mu bylo 11 a je také velmi znám tím, že do roku 2008 bylo jeho vydavatelství Interscope Records.

## Životopis
Narodil se 14. listopadu 1978 v Detroitu (Michigan). Už v 11 letech věděl, že chce strávit život rapováním, a tak mu jeho matka koupila k jedenáctým narozeninám karaoke. Ve svém volném čase začal psát texty k písním a také vytvářet vlastní beaty. V tu dobu také navštěvoval Cooley High School v Detroitu. 5. října 1998 se mu narodila dcera Kobie. V roce 2005 byl postřelen.
Stejně jako jeho budoucí učitel Eminem začal rapovat v Detroitské hip-hopové škole. Za své umělecké jméno si vybral, Obie-Wan, ale Proof z americké rapové skupiny D12 mu řekl, že by se měl raději stát známým se svým skutečným jménem. Tak se také stalo. Brzy po tom se setkal s Bizarrem z D12. Bizarre v něm okamžitě uviděl talent a také mu zařídil schůzku s Eminemem. Eminema ihned zaujal, hlavně pracovní morálkou a zapsal ho do Shady Records.
V roce 2001 se objevil na platinovém debutovém dvojalbu skupiny D12 nazvané Devil's Night. V roce 2002 byl hostem na soundtracku k filmu 8 Mile, kde se objevil v písních Love Me a Adrenaline Rush. Jeho první vlastní debutové album, které bylo vyprodukováno hvězdami jako je Dr. Dre a Timbaland neslo název Cheers.
Mezi jeho vzory patřili Biz Markie, Rakim nebo Redman.

## Po Shady Records
Jeho hudební album Special Reserve bylo vydáno 15. prosince, 2009. Special Reserve je jeho první LP hudební album, které nebylo vydáno vydavatelstvím Shady Records. To byl první krok k jeho albu z roku 2012.
- Cheers (2003)
- Second Round's On Me (2006)
- Special Reserve (2009)
- Bottoms Up (2012)